# Crofton (Nebraska)
Pour les articles homonymes, voir Crofton.
La ville de Crofton est située dans le comté de Knox, dans l’État du Nebraska, aux États-Unis. Sa population s’élevait à 726 habitants lors du recensement de 2010, estimée à 689 habitants en 2016.

## Histoire
Dickinson a été établie en 1892.

## Source
- (en) Cet article est partiellement ou en totalité issu de l’article de Wikipédia en anglais intitulé « Crofton, Nebraska » (voir la liste des auteurs).

1. ↑  « Crofton Nebraska History », City of Crofton, NE (consulté le 18 août 2014)